# Ferrovia Limerick-Ballybrophy
La ferrovia Limerick-Ballybrophy è una linea ferroviaria irlandese che collega Limerick a Ballybrophy, nella contea di Laois. Entrambe queste stazioni si trovano sulla linea Dublino-Cork. Il servizio su questa linea è piuttosto ridotto visto che ci sono due treni al giorno per direzione, oltre ad uno aggiuntivo per direzione, apparentente al Limerick Suburban Rail che arriva fino a Nenagh. Questi treni per pendolari sono presenti solo da lunedì a venerdì, mentre la domenica c'è un solo treno per direzione che appartiene alla linea Limerick-Ballybrophy.
Nonostante il servizio limitato, rispetto alla passato c'è stato un netto miglioramento e sono ancora in corso richieste di ulteriore ammodernamento della linea, oltre che di un nuovo orario. I treni sono usati prevalentemente dai pendolari di Limerick che lavorano a Dublino, visto che favoriscono un collegamento veloce tra la capitale e la città del Munster.

## Percorso
|  |  | Continuation backward |

|  |  | Station on track |

|  | Unknown route-map component "CONTgq" | Unknown route-map component "ABZgr+xr" |  |  |

|  |  | Station on track |

|  | Unknown route-map component "exSTR+l" | Unknown route-map component "eABZgr" |  |  |

|  | Unknown route-map component "exKBHFe" | Straight track |  |  |

|  |  | Station on track |

|  |  | Station on track |

|  |  | Unknown route-map component "eHST" |

| Pier | Unknown route-map component "exKBHFa" | Straight track |  |  |

|  | Unknown route-map component "exSTRl" | Unknown route-map component "eABZg+r" |  |  |

|  |  | Station on track |

|  |  | Station on track |

|  |  | Unknown route-map component "eHST" |

|  |  | Unknown route-map component "ABZg+l" | Unknown route-map component "CONTfq" |  |

|  |  | Unknown route-map component "eBHF" |

|  | Unknown route-map component "CONTgq" | Unknown route-map component "ABZg+r" |  |  |

|  |  | Unknown route-map component "ABZgl+xl" | Unknown route-map component "CONTfq" |  |

|  |  | End station |